# Eugenio Lafuente Castell
Eugenio Lafuente Castell (Archidona, 1890-Madrid, 1947) fue un pintor español. 

## Biografía
Vivió su infancia ligado a Archidona, Málaga. Estudió Bellas Artes con honores en Madrid y fue pensionado de la Academia de España en Roma. En 1921 se estableció en Florencia para realizar una copia de La muerte de san Francisco, de Giotto, conservada en la iglesia de la Santa Cruz, que presentó como trabajo reglamentario ese año. A su segundo año de pensionado (1922) corresponde Desnudos sobre la hierba, donde el pintor demuestra su habilidad para el dibujo y su dominio de la anatomía humana. De 1923 es la obra denominada Campesinas del Lacio. Enviadas las tres a Madrid fueron expuestas, en mayo de 1924, junto a obras de otros compañeros, en el llamado Patio de Colón del Palacio de Santa Cruz, donde recibieron mención honorífica las dos primeras. A pesar de que su pensión concluía en septiembre de 1924, Lafuente consiguió un año de prórroga para concluir La deposición de Cristo, correspondiente al ejercicio del cuarto año, que fue enviada a Madrid el 11 de enero de 1926. Excepcionalmente, Lafuente permaneció todavía en la Academia de España en Roma, donde en julio de 1926 se le concedió una nueva prórroga, para pintar un luneto del claustro de la propia Academia con el tema San Francisco de Asís hablando con los pájaros. 
Contrajo matrimonio en Roma con la italiana María Macchini y quedó a vivir allí varios años una vez finalizada su pensión, trabajando en numerosos encargos. Más tarde se trasladó a Madrid, donde expuso en varias ocasiones.

## Obras
1) Campesinas del Lacio, óleo sobre lienzo, 143 x 160 cm, firmado, 1923 (en dep. en el Ministerio de Justicia, Madrid) 
2) Desnudos sobre la hierba, óleo sobre lienzo, 200 x 286 cm (en dep. en la Diputación Provincial de Alicante) 
3) La muerte de san Francisco, óleo sobre lienzo, 185 x 301 cm (en dep. en el Museo de Castrelos, Vigo, Pontevedra) 

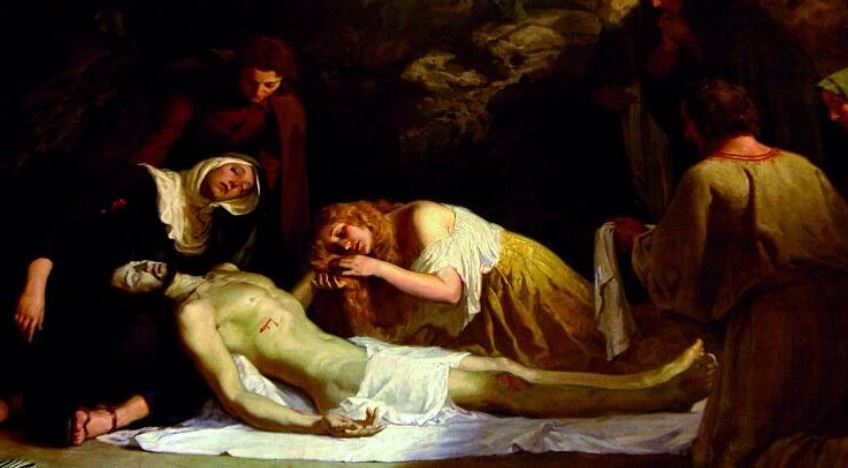
Detalle del Cuadro de Santa Ana de 1928

## Distinciones
Mención especial, mayo de 1924, Patio de Colón del Palacio de Santa Cruz